# 분리 독립 운동 목록
다음은 분리 독립 운동이 있거나, 그에 관한 분쟁이 있는 지역의 목록이다.

## 아메리카

### 네덜란드
- 아루바
- 퀴라소
- 신트마르턴

### 니카라과
- 모스키토

### 도미니카 공화국
- 치바오

### 덴마크
- 그린란드

### 멕시코
- 사파티스타
- 트리키

### 미국
- 남미국
- 뉴아프리카
- 뉴잉글랜드
- 뉴햄프셔주
- 데저릿주
- 미국 원주민
- 버몬트주
- 알래스카주
- 캐스케이디아
- 캘리포니아주
- 텍사스주
- 푸에르토리코

### 베네수엘라
- 술리아주

### 볼리비아
- 산타크루스주
- 쿨라수유

### 브라질
- 남브라질
- 북동브라질
- 북브라질
- 상파울루주
- 이스피리투산투주
- 페르남부쿠주
- 히우그란지두술주

### 세인트키츠 네비스
- 네비스섬

### 아르헨티나
- 멘도사주
- 아라우카니아
- 파타고니아

### 아이티
- 고나브섬

### 칠레
- 마푸체족
- 칠로에현
- 파타고니아

### 앤티가 바부다
- 바부다섬

### 에콰도르
- 과야킬

### 영국
- 몬트세랫
- 버뮤다
- 영국령 버진아일랜드

### 캐나다
- 누나트시아부트
- 밴쿠버섬
- 북온타리오
- 브리티시컬럼비아주
- 서스캐처원주
- 서캐나다
- 앨버타주
- 캐스케이디아
- 퀘벡

### 코스타리카
- 과나카스테주
- 리몬주

### 콜롬비아
- 산안드레스이프로비덴시아주
- 안티오키아주
- 초코주

### 트리니다드 토바고
- 토바고섬

### 페루
- 남페루 공화국
- 로레토주
- 쿨라수유

### 프랑스
- 과들루프
- 마르티니크
- 프랑스령 기아나

## 아시아

### 말레이시아
- 북보르네오 공화국
- 사라왁 공화국

### 미얀마
- 아라칸족
- 샨족
- 와족
- 카렌족
- 카친족

### 베트남
- 베트남 공화국 (남베트남)

### 시리아
- 아시리아

### 아제르바이잔
- 나고르노카라바흐 (1994년 전쟁 이후로 사실상 독립)

### 예멘
- 남예멘 (예멘 공화국으로 통일 후 북예멘과 함께 국가 폐지)
- 북예멘 (예멘 공화국으로 통일 후 남예멘과 함께 국가 폐지)

### 이라크
- 쿠르디스탄
- 아시리아

### 이란
- 쿠르디스탄
- 이란령 아제르바이잔

### 이스라엘
- 팔레스타인
- 예루살렘

### 인도
- 나갈랜드주
- 마니푸르주
- 메갈라야주
- 미조람주
- 시킴주
- 아루나찰프라데시주
- 아삼주
- 트리푸라주
- 할리스탄 (시크교도 독립 운동)
- 카슈미르
  -  잠무 카슈미르주

### 인도네시아
- 발리
- 서뉴기니 (자유 파푸아 운동)
- 술라웨시
- 아체
- 리아우
- 말루쿠

### 일본
- 류큐(오키나와현)

### 우즈베키스탄
- 카라칼파크스탄

### 그루지아
- 남오세티야
- 압하스 공화국

### 중화민국
- 타이완

### 중화인민공화국
- 동튀르키스탄
- 티베트
- 홍콩

### 타이
- 파타니

### 터키
- 쿠르디스탄

### 파키스탄
- 카슈미르
  -  아자드 카슈미르
  -  길기트발티스탄
  -  발루치스탄

### 필리핀
- 코르디예라
- 방사모로

## 아프리카

### 나이지리아
- 비아프라 (1970년 소멸)

### 남아프리카 공화국
- 남아프리카 연방‏‎
  -  보푸사츠와나
  -  시스케이
  -  트란스케이
  -  벤다
  -  오렌지 자유국 (프리스테이트 주)
  -  트란스발 공화국 (노스웨스트 주)

### 리비아
- 키레나이카 (키레나이카 토후국)
- 페잔
- 트리폴리타니아

### 말리
- 아자와드

### 모로코
- 서사하라

### 소말리아
- 소말릴란드

### 스페인 (아프리카)
- 카나리아 제도

### 앙골라
- 카빈다

### 코모로
- 앙주앙섬
- 모엘리섬
- 그랑드코모르섬

### 콩고 민주 공화국
- 카탕가국

### 탄자니아
- 잔지바르

## 유럽

### 독일
- 바이에른

### 덴마크
- 보른홀름섬
- 페로 제도

### 러시아 연방
- 다게스탄 공화국
- 시베리아 (시베리아 지역주의 운동)
- 코미 공화국
- 크림 공화국
- 투바 공화국
- 칼미크 공화국
- 카렐리야 공화국
- 이치케리야 체첸 공화국
- 캅카스 에미레이트
- 타타르스탄 공화국

### 몰도바
- 트란스니스트리아
- 가가우지아

### 벨기에
- 플란데런
- 왈롱

### 보스니아 헤르체고비나
- 스릅스카 공화국
- 헤르체그보스니아 크로아티아 공화국

### 세르비아
- 코소보 (100개 이상의 국가가 사실상 독립을 승인함)
- 보이보디나
- 유고슬라비아 (1992년 슬로베니아, 크로아티아, 보스니아 헤르체고비나, 북마케도니아가 독립하면서 소멸)

### 스위스
- 쥐라주

### 스페인
- 갈리시아
- 바스크
- 카탈루냐
- 아라곤
- 아스투리아스
- 안달루시아
- 아란 계곡
- 나바라

### 알바니아
- 북이피로스

### 우크라이나
- 노보로시야 연방국 (2014년 우크라이나 친러시아 분쟁)
  -  도네츠크 인민공화국
  -  하리코프 인민공화국(현재는 소멸)
  -  오데사 인민공화국(현재는 소멸)
  -  루간스크 인민공화국

### 영국
- 건지섬
- 맨섬
- 북아일랜드
- 스코틀랜드
- 웨일스
- 잉글랜드 (영국 공화주의 운동)
- 저지섬
- 지브롤터
- 콘월 (콘월 자치 운동)

### 이탈리아
- 트렌티노알토아디제
  -  볼차노현
- 베네토
- 파다니아
- 캄파니아

### 체코
- 모라바

### 크로아티아
- 이스트라

### 키프로스
- 북키프로스

### 포르투갈
- 마데이라 제도
- 아소르스 제도

### 프랑스
- 노르망디
- 리무쟁
- 브르타뉴
- 사부아
- 피에 누아르
- 알프마리팀주
- 옥시타니아
- 코르시카
- 프랑슈콩테
- 프로방스
- 피레네조리앙탈주
- 피레네자틀랑티크주
- 피카르디

### 핀란드
- 올란드 제도
- 사미

## 오세아니아

### 뉴질랜드
- 남섬
- 쿡 제도
- 토켈라우

### 미국
- 괌
- 북마리아나 제도
- 하와이주

### 미크로네시아 연방
- 야프섬
- 추크주
- 파이추크 제도

### 바누아투
- 에스피리투산토섬

### 솔로몬 제도
- 말레이타주

### 오스트레일리아
- 노던 준주
- 노퍽섬
- 빅토리아주
- 애버리지니
- 웨스턴오스트레일리아주

### 칠레
- 이스터섬

### 파푸아뉴기니
- 부건빌섬

### 프랑스
- 누벨칼레도니
- 프랑스령 폴리네시아

### 피지
- 난드로가나보사주
- 라주
- 로투마섬

## 같이 보기
- 미승인 국가
- 민족자결
- 민족주의
- 분리주의
- 속령